# دار السي عيسى (دار سي عيسى)
دار السي عيسى هي إحدى مشيخات المملكة المغربية، تتبع جغرافيا لإقليم آسفي وإداريًا لدار سي عيسى. يقدر عدد سكانها بـ 6437 نسمة حسب الإحصاء الرسمي للسكان والسكنى لسنة 2004.